# Ángel del hombro

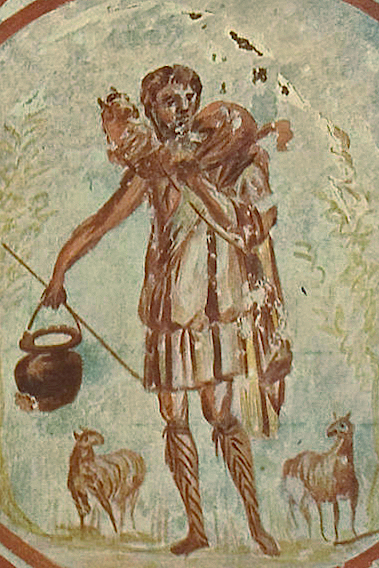
Pastor de Hermas o el Buen Pastor (Catacumbas de Roma).

El ángel del hombro es una convención narrativa que se presenta de forma dramática o humorística en dibujos animados, cómics y ocasionalmente en imagen real. El ángel representa la conciencia y está normalmente acompañado de un demonio que representa la tentación. Estos personajes son útiles para mostrar los conflictos internos de un personaje. Por lo general, el ángel se representa en (o flotando cerca de) el hombro derecho y el demonio en el izquierdo dado que el lado izquierdo generalmente representa impureza o deshonestidad.
El ángel del hombro a menudo utiliza la iconografía tradicional de un ángel, con alas, túnica, una aureola y, en ocasiones, un arpa. Del mismo modo, el demonio aparece representado habitualmente como un diablo tradicional con la piel rojiza, cuernos, cola con púas, una horca (o un tridente) y, a veces, pezuñas. Normalmente, tienen un aspecto parecido a la persona en la que se posan, pero a veces pueden parecerse a otros personajes responsables o malvados que hayan aparecido en la historia. La idea puede tener su origen en el concepto cristiano de un ángel de la guarda personal, que a menudo se consideraba que iba acompañado de un diablo personal que intentaba contrarrestar los esfuerzos de los ángeles (aunque hay una idea muy similar se describe en Pastor de Hermas). Especialmente en los dramas medievales populares, como The Castle of Perseverance del siglo XV. Tanto en dicha obra como en La trágica historia del doctor Fausto, de Christopher Marlowe de 1592 aparecen el "buen ángel" y el "mal ángel" compitiendo por ofrecer sus consejos (Acto 2, escena I) al protagonista. En varias historias de ficción modernas, para indicar que un personaje es especialmente malvado o perverso, puede aparecer recibiendo consejos igualmente malos de ambas figuras, o tener otro demonio en lugar del ángel, o puede ser convencido por el demonio para arrojar al ángel. 
En el libro no canónico Pastor de Hermas hay una referencia a la idea de dos ángeles: Hay dos ángeles con un hombre - una de la justicia, y el otro de la iniquidad (Sexto Mandamiento, capítulo 2). Estos ángeles, a su vez descienden al corazón de las personas, y tratar de guiar sus emociones. A Hermas se le dice que debe comprender a ambos ángeles, pero solo confiar en el ángel de la justicia. El libro Pastor de Hermas data de alrededor de 140 a 150.
Hay una creencia similar en el Islam, la de Kiraman Katibin, dos ángeles que residen en los hombros de los seres humanos y que registran sus buenas y malas acciones. Sin embargo, estos ángeles no tienen influencia sobre las decisiones que uno hace, y se limitan a registrar el comportamiento de la persona. También se les llama Qarin.
Es posible ver esta imagen en términos freudianos, con el ángel que representa el superyó (la fuente de auto-censura), contrarrestado por el diablo que representa el id (los deseos primarios, instintiva del individuo).